# Tünde Szabó
Tünde Szabó (Nyíregyháza, 31 maggio 1974) è un'ex nuotatrice, politica e avvocato ungherese.

## Biografia
In carriera ha vinto la medaglia d'argento alle Olimpiadi di Barcellona 1992 nei 100 metri dorso, la medaglia d'argento ai Campionati mondiali di Perth 1991 nei 100 metri dorso e due medaglie d'argento ai Campionati europei di Atene 1991 nei 100 metri dorso e nei 200 metri dorso. In tutte e quattro le occasioni è stata sempre battuta dalla compagna di squadra Krisztina Egerszegi.
Ha conseguito la laurea in diritto all'Università Loránd Eötvös e ha quindi intrapreso la professione legale.

## Vita privata
Ha tre figli - Evelyn, Karolina e Dorián - nati dal matrimonio con l'oncologo Akos Sávolt, fratello del tennista Attila Savolt.